# 神経伝導速度検査
神経伝導速度検査（しんけいでんどうそくどけんさ、英: nerve conduction study、NCS）とは、末梢神経を電気刺激して誘発される筋反応（M波、muscle action potential:MAP）あるいは神経活動電位（nerve action potential:NAP）から末梢神経の機能を調べる検査である。

## 末梢神経伝導速度

### 神経伝導速度の理論的背景
神経線維は長径の太い順、または伝導速度の速い順にA線維、B線維、C線維と言われる。長径の太い線維は電気刺激に対する域値が低く、圧迫、虚血でおかされやすい。一方遅い神経線維は局所麻酔薬でブロックされやすいのが特徴である。神経伝導速度検査では電気刺激を用いて神経繊維の活動電位を起こし、電気活動を測定する。電気刺激は陰極と陽極からなる刺激電極を用いて通電する。通電中は陽極を内向きに、神経線維を長軸方向に、そして陰極を外向きに流れる。外向きの電流が興奮を引き起こすため、通電開始時は陰極で活動電位が発生し、通電終了時は陽極で活動電位が発生する。これを極性興奮の法則という。短い刺激では陰極のみが刺激効果を持つとみなされる。電気刺激の効果は電圧または電流の強さ、持続、電圧または電流の時間的変化の割合（変化率）の三つが重要と考えられ、電気刺激の3要素と言われる。長い持続の電気刺激の方が弱い刺激で興奮を起こし、持続を短くすると刺激を強めないと興奮を生じない。また変化率の大きい短形波刺激の方が、緩やかに増加する漸増刺激より刺激効果は高い。通常は短形波パルス（square-wave pulse）が用いられる。電気刺激の種類には単一刺激、二重刺激、反復刺激が知られており、単一刺激は末梢神経伝導速度、F波の測定などに用いられ、二重刺激はH波回復曲線検査などに、反復刺激は反復誘発筋電図検査などに用いられる。単一刺激では通常は0.2～1Hzの刺激頻度で用いられる。反復刺激の刺激頻度は通常1～50Hzである。二重刺激の1発目は条件刺激と言われ、2発目は試験刺激と言う。
活動電位を発生するのに必要な電気刺激を閾値（threshold）という。閾値以下の短形波電気刺激を加えると膜電位は指数関数的にゆるやかに変化する。これを閾下応答という。閾下応答は興奮性の変化した状態であり電気緊張ともいわれる。これに伴う膜電位変化が電気緊張電位とも言われる。電気緊張電位を陰性に変化させていくとやがて活動電位が生じる。末梢神経伝導速度検査では多数の神経の集まりである神経束を検査する。各繊維は全か無かの法則に従って興奮するが、各繊維の閾値は等しくないため、刺激が強まるに従って閾値の低い繊維が次々と興奮していく。そして全線維が興奮すると、反応の大きさは一定になる。このような刺激を最大刺激と言い、これ以上大きな刺激を最大上刺激（supramaximal stimulus）という。閾刺激と最大上刺激の間の刺激を最大下刺激（subthreshold stimulus）という。
神経線維の興奮伝導には、神経線維の一部を刺激すると興奮は両方向性の伝導する（両方向性伝導）、1本の神経線維を興奮が伝導していくとき、興奮は隣の線維に伝わらない（絶縁性伝導）、神経線維の長径が一定ならば興奮の大きさ、または伝導速度は伝導中変化しない（不減衰伝導）といった特徴が認められる。有髄神経の線維の長径と興奮の伝導速度の間には、直線的正比例関係がみられ、大体長径（0.6μm）を6倍すると伝導速度（m/s）が得られる。また髄鞘の厚さも伝導速度に関係し、伝導効率はg-ratioが0.6～0.7の場合が最大で髄鞘が薄くなり0.8～1に近づくと急速に低下する。

### 末梢神経の病変
末梢神経の病変に関しては神経病理検査の理解も重要になる。末梢神経の病変には軸索変性（axonal degeneration）、ワーラー変性（Wallerian degeneration）、節性脱髄（segmental demyelination）、軸索再生（axonal regenetion）、再髄鞘形成（remyelination）が知られている。

#### 軸索変性（axonal degeneration）
細胞体または軸索の疾病に由来する軸索の変性、崩壊を示す。軸索変性は大径有髄線維の遠位部にまずあらわれ、近位部に向かって進行する。この進行過程をdying backという。軸索が変性すると二次的に髄鞘も変性する。

#### ワーラー変性（Wallerian degeneration）
ワーラー変性は外傷や切断後に生ずる切断末端部の変性過程をいう。切断後数日間のうちに末梢部に向かって進行し、軸索は断片化し髄鞘も変性する。変性した神経線維はインパルスを生じない。切断された神経線維の興奮伝導は切断部では直ちに遮断されるが、末梢部ではワーラー変性が進む3～4日間は興奮性を残している。

#### 節性脱髄（segmental demyelination）
節性脱髄とは軸索は障害されず、髄鞘だけが髄節単位でランダムに変性、崩壊、消失する病変をいう。軸索変性に伴う場合は二次性節性脱髄とよばれる。節性脱髄では髄鞘が変性、脱落は絞輪間（internode）の絶縁性が失われる。そのため興奮は無髄線維のように連続伝導することになる。絞輪間ではナトリウムチャネルの分布密度が著しく低いため実効性のある興奮は誘起することができず、興奮部からの局所電流ロスが大きく、インパルスの伝導が遮断される。これを伝導ブロックという。節性脱髄では傍絞輪の髄鞘からはじまり、絞輪間へ及ぶ。傍絞輪の脱髄の段階で髄鞘の0.8%までの菲薄化では伝導遅延をきたし、0.75%以下の菲薄化では伝導ブロックにいたるとされている。また脱髄の数日後より連続伝導を示す線維が存在する。

#### 軸索再生（axonal regenetion）
神経の再生は切断中枢部の軸索や変性をまぬがれた軸索から発芽、再生がおこるとされている。食細胞による変性処理を経てシュワン細胞による髄鞘の再形成も生じ神経線維の再生が行われる。再生神経の直径は、はじめ細く、時間の経過に伴って増大する。再形成された髄鞘は薄く、絞輪間距離は短い。未熟な再生線維は、軸索が細く、髄鞘が薄く、絞輪間距離も短いため、伝導速度は遅い。軸索径や髄鞘の厚さ1～2年で正常に戻るが絞輪間距離は短いままにとどまるとされている。伝導速度の遅延が生じるような病態には節性脱髄の場合と未熟な再生線維による場合があるが電気生理学的には両者を鑑別することはできない。

### 末梢神経障害の分類
末梢神経障害（ニューロパチー）の分類には障害部位別分類、病理組織学的分類、外傷性損傷の分類、障害パターン別分類、原因による分類が知られている。
障害部位別分類
運動神経の障害別分類には前角細胞、前根、神経叢、末梢神経、神経終末枝といった分類が知られている。また感覚神経では髄内部、後根、後根神経節、神経叢、末梢神経、神経終末枝で分類されることがある。
病理組織学的分類
病理組織学的分類では神経病理検査の所見に対応させ、軸索変性を主とする軸索障害、節性脱髄を主とする髄鞘障害、間質の血管炎や蓄積物質による間質障害に分類される。
外傷性損傷の分類
外傷性損傷の分類には神経アプラキシア、軸索断裂、神経断裂が知られている。神経アプラキシアは圧迫、牽引などで局所性の脱髄が起こり、その局所に伝導ブロックをきたしており、中枢側からのインパルスはブロックされるが、末梢側の興奮性や伝導速度はほぼ正常に保たれ、ワーラー変性も起こらない程度の損傷である。軸索断裂では軸索が損傷され、末梢側にはワーラー変性を生じるが基底膜や神経内膜は無傷で自然再生による機能回復が見込める中等度損傷である。神経断裂は軸索が周囲の結合組織を含め、損傷、離断され、末梢側にワーラー変性をきたす。自然回復が見込めない重度損傷である。
障害パターンによる分類
多発ニューロパチー、単ニューロパチー、多発単ニューロパチーなど障害パターンによる分類もされる。
原因による分類
紋扼性、外傷性、膠原病性、中毒性、代謝性、感染性、腫瘍性、遺伝性といった分類もされる。

### 運動神経伝導速度検査
運動神経伝導速度は運動神経を近位と遠位の二か所で経皮的に電気刺激し誘発筋電図を記録する。最大刺激より10～15％程度高い最大上刺激で持続0.2～0.5ms、強度100～300V（または20～40mA）、頻度0.5Hzの刺激で行うことが多い。記録電極は関電極（陰性電極）を筋腹に不関電極（陽性電極）を腱におく筋腹腱導出で行う。これは関電極を最初の脱分極部位である終板帯におき、初期陰性で最大振幅のM波を記録することをねらった電極配置法である。M波は正常波形は初期陰性のスムーズな二相性ないし、小さなノッチを1個伴う二相性の波形である。筋腹付近に神経筋接合部が集中しており筋運動点という。筋運動点で誘発筋活動電位が生じるため、正常では陰性からはじまる二相性の波形である。ノッチを含む場合は筋運動点から関電極が外れている可能性が高い。
感覚神経と異なり、正常では運動神経は伝導速度の速い大径有髄線維のみと考えることができる。病的状態や再生線維が存在すると細い線維も認められるようになる。遠位潜時、振幅、持続、波形、神経伝導速度が運動神経伝導速度検査での重要な指標となる。遠位潜時は神経幹、神経終末枝、運動終板、筋線維の伝導、伝達時間を含む値であり、最遠位の指標となる。振幅は神経数の指標であり、陰性陽性頂点間で求めることが多い。また持続は立ち上がりから最終陽性頂点までで測定することが多い。注意すべき点としては運動神経伝導速度では神経に生じた活動電位が神経筋接合部での伝達を経て筋を興奮させた結果を見ているにすぎない。一つの前角細胞に支配される筋線維を運動単位と呼ぶが短母指外転筋ではで200から300個の運動単位が存在し、それぞれ枝分れし、多数の筋線維を支配する。筋に伝達された場合は4万本もの筋線維がほぼ同時に興奮する。表面筋電図ではこれらの電位の総和を測定するため複合筋活動電位（CMAP）という。そのためCMAPの振幅や形は運動単位数とひとつの運動単位に含まれる筋線維数によって規定される。CMAPは運動単位数が減少する軸索変性でも筋線維が減少するミオパチーでも低振幅となりえる。また筋の収縮の程度でCMAPの形が変化するため指の角度などが記録ごとに変化しないように留意する。遠位潜時には神経伝導時間のみならず、神経筋接合伝達、筋活動電位誘発に要する時間が含まれているため末端分節では神経伝導時間を算出できない点が感覚神経伝導速度検査との大きな違いとなる。
上肢では正中神経、尺骨神経、下肢では後脛骨神経と腓骨神経がよく検査される神経である。注意すべき走行異常としては全腕での正中神経から尺骨神経への交通枝であるMartin-Gruber吻合や総腓骨神経の副深腓骨神経を経由した破格などが知られている。
時間的分散（temporal dispersion）
運動神経伝導速度検査の対象となる末梢神経には線維直径の異なる多数の神経線維が含まれている。したがって太い線維と細い線維とでは潜時、伝導速度に差がある。この差は近位刺激になるとより大きくなる。このような伝導時間のばらつきを時間的分散という。通常は時間的分散はほとんど目立たずマスクされるが伝導遅延をきたす節性脱髄、再生神経線維や再生髄鞘を伴う病的状態では増大し、顕著になる。時間的分散の増大は持続の延長としてあらわれるが、同時に筋活動の同期性が悪くなり、波形の多相化、陰性頂点の増加としてあらわれる。振幅の低下は随伴所見とみなされる。
伝導ブロック（conduction block）
伝導ブロックとは神経線維のある特定部位を超えて、インパルスが伝導しないが、その部位以後の分節の伝導は障害されない状態をいう。伝導ブロックは節性脱髄を示唆する。伝導ブロックは近位刺激のM波（Mp）と遠位刺激のM波（Md）のパラメータの差としてあらわれる。完全伝導ブロックではMpが誘発されずMdが正常である。不完全伝導ブロックには2つのタイプがある。1つはMpがMdに比べて低振幅であり両者が相似形をなす場合である。もう1つはMpがMdに比べ低振幅であるがMpの持続の延長や波形の多相化、すなわち時間的分散の増大が認められる場合がある。この場合、振幅の低下が時間的分散の増大によるものではないことを示す必要がある。このような場合も含め、MpとMdの頂点間振幅の差、より正確には陰性部分の面積の差が30％を超える場合は伝導ブロックありと判定するという方法が提唱されている。また伝導ブロックが生じている病変を決定するため1cm毎に刺激を行うインチング法という方法も知られている。正常では同一波形で潜時が0.2ms/cmずつ直線的に変化する反応が得られる。
正常値
正常値は検査室の条件によって異なるため、各施設ごとに作成することが望ましいとされている。伝導距離が1cm延びると潜時は約0.2ms延長するとの報告もあるが、±1cm程度の変動は測定値に大した影響は与えないとされている。
| 神経       | 神経伝導速度（m/s） | 遠位潜時（ms）、距離(cm) | M波振幅（mV） | 陰性頂点数 |
| ---------- | ------------------- | ------------------------ | ------------- | ---------- |
| 正中神経   | 45～65              | <4.5、6                  | 4～25         | <2         |
| 尺骨神経   | 45～65              | <4.0、6                  | 3～25         |            |
| 後脛骨神経 | 40～60              | <7.5、12                 | 7～40         | <2         |
| 総腓骨神経 | 40～60              | <7.0、10                 |               |            |

### 感覚神経伝導速度検査
多くの神経は混合神経であるために感覚神経伝導速度検査では上肢では運動神経線維を含まない指神経、下肢では純粋な知覚神経である腓腹神経を用いて検査される。感覚神経では表在覚に関係する伝導速度の遅い小径有髄線維や無髄線維も含まれる。これらの神経は振幅も小さいため、通常は筋電計で測定できない。そのため、感覚神経伝導速度検査では深部感覚に関係する線維を評価している。1本の神経に由来する電位変化は非常に小さく皮膚表面から記録することは困難である。しかし神経束の活動電位ならば測定は可能である。ただし、運動神経伝導速度検査では筋が電位を増幅するためmV単位の電位が検出できるが複合神経活動電位はμV単位となる。また神経線維の活動電位の持続に比べて、筋線維の活動電位の持続が長いため持続時間もCMAPの方がSNAPより長くなる。
末梢側を刺激し、中枢側で記録する順行性測定法と中枢側で刺激し、末梢側で記録する逆行性測定法が存在する。順行性測定法ではSNAPの振幅が低振幅になる傾向があり、逆行性測定法ではM波混入のアーチファクトが入りやすい。これは順行性の方が中枢側で記録するため神経と電極の距離が遠くなるためである。逆行性記録でも指神経などを利用しており筋腹から離れていても感度をあげているためCMAPが大きく見える。容積電導を介して記録されるものであり、通常はCMAPはSNAPよりも1～2ms遅いため区別は可能である。尺骨神経では潜時差が短いため不明瞭となりやすい。逆行性測定法でまずは検査を行い、必要に応じて順行性測定法を追加する場合が多い。
検査条件は筋電計の増幅感度を10～50μV/cmと高くする以外は運動神経伝導速度検査と同様である。但し、1回の刺激で判別できるSNAPが得られない場合は10～20回程度の平均加算を行うこともある。電極間距離は通常は3～4cmで行うことが多い。正常では感覚神経の閾値は運動神経の閾値より低いので逆行性測定法の場合は筋電図の容積電導による電位が混入する前後ですでに最大値となっていることが多い。感覚神経の検査であるため、神経筋接合部などを考慮することなく、電極間距離をSNAP潜時で割ることで伝導速度は計算する。SNAP波形は通常は、最初に小さな陽性頂点を伴う三相性か、伴わない二相性を呈する。潜時は陰性頂点の立ち上がりで測定する場合が多い。
位相の相殺（phase cancellation）
正常者の運動神経伝導検査ではCMAPの振幅や形は刺激部位によってあまり大きな変化はないが感覚神経伝導速度検査では刺激部位が記録部位より遠ざかるに従って電位振幅が小さく、持続が長くなる。これは神経束が全て同じ伝導速度ではないことに起因する。筋線維は神経線維に比べて伝導速度が10倍遅いため活動電位の持続が長くなり陰性相の持続もながくなる。このためCMAPでは位相の相殺の影響は軽微である。しかし節性脱髄などが起こり時間的分散が大きくなるとSNAPのように振幅の減衰が認められるようになる。SNAP測定では振幅の減衰がスムーズであれば位相の相殺で説明可能と考えられる。突然大きくずれるときは何らかの伝導路障害を疑う。
SNAPが正常な感覚消失
局所的な伝導ブロックが生じるような脱髄性の病態の場合、病変部より末梢での刺激では神経伝導は正常となる。また後根神経節より近位の病変ではたとえ引き抜き損傷のように完全に神経が断裂していたとしても神経節より末梢は生きているためSNAPは正常に記録される。椎間板ヘルニアなど神経根障害でも後根神経節より近位に主病変が存在するため、感覚障害が著しい場合でもSNAPは正常に記録される。体性感覚誘発電位を用いることでより診断に近づくことができる。また後根神経節は血液神経関門の弱いところでもあるので留意が必要な事項である。
正常値
| 神経     | 神経伝導速度（m/s） | SNAP振幅（μV） |
| -------- | ------------------- | -------------- |
| 正中神経 | 35～56              | 10～60         |
| 尺骨神経 | 34～57              | 10～60         |
| 腓腹神経 | 33～47              | 15～40         |

### 神経伝導速度に影響する因子
神経伝導速度検査の再現性は平均すると、伝導速度は10%程度、振幅は30%程度変動する。F波最短潜時は5%程度変動するとされている。特に振幅の変化は大きいため評価には注意が必要である。
温度
1℃の温度低下につき、1.5ないし2m/s程度の伝導速度の低下が認められる。これはランビエ絞輪のナトリウムチャネルの開口時間が延長する結果、伝導時間が長くなるためである。
神経走行の近位と遠位
NCVは近位部より遠位部の方が遅い。それは遠位部の方が温度が低い、絞扼間距離が短い、軸索直径が細くなっていることによるとされている。
上肢と下肢
NCVは下肢では上肢より遅い。温度差と神経の長さによるとされている。
年齢
加齢に伴い生理的な髄鞘の変性が認められ、伝導速度は軽度の低下が認められる。神経伝導速度の変化は80歳代でも10m/s程度と軽度である。時間的分散も増大するためSNAPの振幅も低下する。腓腹神経では特にその影響が大きく、老人では若年者の半分ほどのSNAP振幅になることもある。
測定誤差
虚血
虚血によっても伝導速度は遅延する。10分程度の虚血では伝導時間に変化はなく、25分の虚血で30％増、30分で完全ブロックにいたる。

### 神経伝導速度検査の解釈
節性脱髄と軸索変性の鑑別が重要となる。
| NCS所見         | 節性脱髄 | 軸索変性 |
| --------------- | -------- | -------- |
| MCV、SCVの低下  | +        | -～±     |
| 遠位潜時の延長  | +        | -～±     |
| M波振幅の低下   | +        | +        |
| M波持続の延長   | +        | -        |
| M波波形の多相化 | +        | -        |
| SNAP振幅の低下  | +        | +        |
| SNAP消失        | +        | +        |

軸索変性ではNCVの変化はわずかである。機能する神経線維数の減少に伴う、誘発される活動電位振幅の低下が重要となる。正常の20％以下の神経数の減少で無反応になると考えられる。軸索変性に伴って伝導速度も変化するが正常下限の70～80％以下に減少することはない。これは変性によって速い線維がある程度減少したとしても残存する神経線維の伝導が正常であるため極端な伝導速度の低下は起こさないと考えられている。ゆっくりと変性するような疾患や比較的軽い軸索障害の回復期では、残存軸索が側枝を出して代償するため、運動単位の減少はあってもCMAP振幅は殆ど低下してないこともある。節性脱髄では伝導速度の遅延と時間的分散の増大を生じる。伝導速度の遅延は60～70％に低下することが多い。伝導速度の延長は個々の神経線維の脱髄が起こると、髄鞘による絶縁が不良となり、跳躍伝導に時間を要し、伝導遅延を生じるためと考えられている。脱髄の程度が強いと伝導ブロックなども生じる。急性期には伝導ブロック（神経アプラキシア）も生じるが再生開始とともに数週間以内に伝導ブロックから回復し、髄鞘形成の進行につれ、NCVが徐々に回復する。時間的分散による波形の多相化も重要であり振幅低下を伴う。伝導速度の遅延や時間的分散の増大は、節性脱髄だけではなく未熟な再生神経線維によっても生じる。閾値の上昇も脱髄を示唆する所見である。筋電図検査では軸索変性では脱神経電位を認め、節性脱髄では認めないとされている。
神経伝導速度検査では通常太い神経線維についての情報しか得られてない。神経根部に限局した節性脱髄がある場合は遠位の伝導機能が正常となることがある。臨床症状を呈しているニューロパチーでも、太い有髄線維数の減少の程度が不十分な場合は、活動電位の振幅や伝導速度に異常が見いだせないことがあること。節性脱髄と軸索変性の混合型ニューロパチーでは節性脱髄の影響が強く、軸索変性はマスクされる傾向があることに留意が必要である。

### 神経伝導速度検査の留意事項
刺激に対して目的の筋肉が収縮しているにもかかわらずCMAP電位が非常に小さい場合
随意収縮でモニターモードで筋活動電位が記録できるか確認する。記録できない場合は、記録電極の配置の誤り、電極ワイヤーの破損、プリアンプへの接続不良、フィルター周波数帯域の誤りなどが考えられる。電極ワイヤーの破損などはインピーダンスチェックで判明することがある。また基準電極（G2）が筋上にあり探査電極（G1）に匹敵する位の大きな電位を拾っている場合は電位差が小さくなる。ペーストの塗りすぎや発汗のため電極間がショートしている場合も同様に小さくなる。
CMAPが初期陽性となる場合
探査電極（G1）を正確に筋終板上に配置し、基準電極を腱上に配置すれば陰性に始まる二相性の複合電位が記録される。筋活動電位が探査電極から離れた場所で始まり、容積伝導を通じて記録部位に近づいてくるときは陽性の電位が先立って導出される。この場合は潜時や振幅が正確に測定できないため探査電極の位置を変更する必要がある。しかし神経変則支配のため、離れた筋の誘発電位が混入する場合や筋萎縮が著しく、CMAP振幅が小さい場合は是正ができないこともある。
肢位の変化による波形変化
筋肉長が短くなると筋線維での伝導速度が増加するためCMAP振幅は増大し、持続時間は短くなる傾向がある。この場合は面積は振幅に比べて変化が小さい。高頻度反復刺激などを行った場合に、しばしば見かけの漸増現象が認められるが、筋長の変化が原因である。
伝導速度の低下のみで麻痺は生じない
慢性の脱髄性疾患や遺伝性脱髄疾患では極端な伝導遅延や時間的分散の増大が認められるにも関わらず筋力低下が認められないことがある。脱髄による脱力は伝導ブロックか二次的な軸索変性がなければ生じないと考えられている。逆に筋力低下を伴わない伝導ブロックは存在しない。筋収縮が10ms程遅れることは筋力の維持には影響しないと考えられている。
筋力低下があってもCMAPが低下しない病態
筋力が著しく弱いのにCMAP振幅が正常な場合は、中枢神経疾患（脳血管障害、脊髄障害、多発性硬化症、ヒステリーなどの心因性）、あるいは刺激部位より近位の伝導ブロックの存在を考える。後者の場合は腱反射、近位部刺激、F波検査などが鑑別に役に立つ。重症筋無力症ならば反復刺激でCMAPの低下が得られる。また筋疾患は前述の通り進行すればCMAPの低下が認められる。

### 遅発電位について
遅発電位としてF波、H波、A波、C反射が知られている。

#### H波
H波は運動神経ではなく、筋紡錘から出るⅠa感覚線維が刺激され、そのインパルスが脊髄まで伝わり、シナプスを介して脊髄前角運動ニューロンにEPSPを発生させることで運動ニューロンの興奮を引き起こす。これは腱反射と同じメカニズムでる。H波は下腿筋や大腿筋、前腕筋など限られた部位でしか記録できず、臨床検査で実用的な部位はヒラメ筋の記録に限られ痙縮の評価など限られた用途に用いられる。一般に感覚線維は運動神経に比べ持続時間が長いと興奮しやすい性質を持っているためH波の検査では刺激の持続時間を1msec程度に設定する。刺激強度をあげると運動神経も興奮し、M波のインパルスとH波のインパルスが衝突するため、H波が小さくなる。検査方法としては2mV以上の単一波形がH波の特徴であることを参考にH波とM波の閾値と最大振幅を測定する。健常人では潜時30ms、最大振幅2～7mVの三相性波形を示す。次に最大振幅のH波に対して単一刺激を20回繰り返し、初発H波の振幅を100％とし自然動揺性を測定する。自然動揺性は5～20%が正常であるが脊髄疾患、パーキンソン病、不随意運動症では増加する。最後に同じ刺激強度で二重刺激を加えH1、H2を誘発し、回復曲線を描く。初期促通、初期抑制、二次促通、後期抑制という反応が得られる。痙性麻痺では初期促通がおこりやすく促通パターンが得られ、弛緩性麻痺では抑制パターンが得られる。

#### A波
A波は通常M波とF波の中間潜時に位置する電位であり、神経近位部に軸索側枝が分枝している場合に認められる。常に波形は一定でありF波のような変動は認められない。また近位部の刺激では認められない。軸索再生と関連すると考えられておりニューロパチーでは高率に認められる。

#### C反射
F波やH波よりも潜時が遅い長経路反射である。健常人では抑制機構のため認められないが大脳皮質の興奮性が高まった病態、進行性ミオクローヌスてんかんなどで認められることがある。

## 反復神経刺激検査（repetitive nerve stimulatonまたはHarvey-Masland test）
神経筋接合部疾患の電気生理学的検査である。1895年Jollyらにはじまり漸減応答など重要な知見がもたらされたが、当時の技術では信頼性が乏しく臨床応用はされなかった。1941年harveyとMaslandが現在のように最大上刺激刺激で誘発される筋電位を用いて検査を行った。反復誘発筋電図または反復神経刺激検査（repetitive nerve stimulaton、RNS）とよばれる。

### 測定方法
運動神経伝導速度測定法に準じる。しかし頻回刺激を行うため、筋長の変化によるアーチファクトを防ぐため固定することが必要である。尺骨神経刺激で小指外転筋記録を行う場合が多い。持続0.1~0.2msの最大上刺激で行う。1Hzで5s間で装置のセッティングを含め検査前の状態を確認する。3Hz、5Hz、10Hz、20Hzで各々5s間順次刺激を行う。50Hz、3s間で強縮負荷を加え、直後に3Hzを5s間加え、反復刺激後増強（PTP）を調べる。強縮負荷2min後、3Hzを5s間加え反復刺激後疲労を調べる。最後に1Hzで5s間で検査後の状態を確認するといったプロトコールが知られている。各刺激の間は十分に休息をおく。抗コリンエステラーゼ薬を使用している場合は薬効のため偽陰性となる可能性がある。使用薬剤の半減期を考慮して、一般的には少なくとも12時間前に休薬する。

### 解釈
反復神経刺激検査ではM波振幅、漸減現象、漸増現象、反復刺激後増強・疲労または賦活後増強・疲労の測定を評価する。
M波振幅
M波振幅は1Hz刺激の最初のM波で測定する。正常では四肢筋で5~20mVであり顔面筋では0.5~2.0mVである。重症筋無力症では正常ないし、若干の低下が認められる。ランバート・イートン筋無力症候群では著しく低下しており、正常の1/5程度、四肢筋ならば2mV程度になる。
漸減現象（waning phenomenon）
漸減現象は3Hzの初発M波振幅（M1）と5発目のM波振幅（M5）を用いて、漸減率＝（M5/M1-1）*100で計算し、-10%以内が正常であり、これをこえると漸減現象ありである。3Hzの低頻度刺激では刺激間隔が長いため前シナプス部のカルシウムイオン濃度が高くなりにくい。そのため刺激回数が多くなるにつれて、動員可能なシナプス小胞が減少し、プールからも補充されないため放出されるアセチルコリン量が減少する。そのため漸減は4~5発目で最少となる。6発目以降ではカルシウムイオンの累積が起こりシナプス小胞がプールから移動し、即時補充され放出されるアセチルコリン量が増加する。重症筋無力症ではアセチルコリンレセプターの一部が抗体のため機能せず終板電位が小さくなるため、一部の筋が活動電位を発生させないためこの影響で漸減現象が起こる。正常の筋では4~5発目で最少のアセチルコリン放出量でもすべての筋が活動電位を発生するため漸減現象は生じない。低頻度刺激のおける漸減現象はランバート・イートン筋無力症候群、急性脊髄前角炎、筋萎縮性側索硬化症、脊髄空洞症などでも認められる。筋強直性ジストロフィーでも漸減現象が認められるが、この場合は20~50Hzの高頻度刺激で初発刺激のM波から最終刺激のM波まで順に衰退するパターンを呈する。
漸増現象（waxing phenomenon）
漸増現象は10Hz以上の高頻度刺激で初発M波振幅（M1）と最終M波振幅（ML）から漸増率＝（M1/ML-1）*100で計算する。+50%以下は正常である。高頻度刺激を与えると筋活動電位の同期化のため見かけ上高振幅になる。また固定が十分ではなく筋が短縮した場合に振幅は増大する。この場合は波形面積はあまり変わらないのが特徴である。ランバート・イートン筋無力症候群では通常200%以上の増大を示す。重症筋無力症の漸減現象が障害筋のみで認められるのに対してランバート・イートン筋無力症候群の漸増現象は四肢近位、遠位全般性に認められるのが特徴的である。ランバート・イートン筋無力症候群ではP/Q型VGCCが障害されることで前シナプス部のカルシウムイオンが絶対的に減少するが高頻度刺激、強収縮ではカルシウムイオンの蓄積のためアセチルコリン放出が増加し活動電位を発生させる筋繊維が増えるためである。なお、強収縮では運動単位は20Hz以上の発火頻度となるため、高頻度刺激を行わなくとも20sの強縮を行い、直後に単発刺激でCMAPを測定し振幅が明らかに増加していれば意義は同じである。この促通効果は数秒で消失するため完全に力が抜けきる前に刺激をいれるとわかりやすい。ボツリヌス毒素によるボツリヌス中毒でもアセチルコリン遊離障害となりランバート・イートン筋無力症候群と同様の所見となる。
反復刺激後増強・疲労または賦活後増強・疲労
50Hz、5sの反復刺激または強縮直後の3Hz刺激で重症筋無力症では強縮負荷前に認められた漸減現象は消失し、ランバート・イートン筋無力症候群ではM波振幅がち著明に増大する。この所見を反復刺激後増強、賦活後増強といい、3Hzとp3HzのM5/M1の比較などで判定する。さらに負荷2min後の3Hz刺激で負荷前より重症筋無力症では漸減率が大きくなっている場合、ランバート・イートン筋無力症候群でM波振幅が小さくなっている場合、反復刺激後疲労陽性ないし賦活後疲労陽性と判定する。

### 代表疾患
重症筋無力症
四肢筋の脱力は近位筋に強く見られることがおおく、非対称であることもある。筋力が低下しても腱反射は保たれる。通常の神経刺激でCMAPの振幅は保たれている。しかし低頻度（2～3Hz）反復刺激を行うと減衰反応を示す。
ランバート・イートン筋無力症候群
ランバート・イートン筋無力症候群では反射は消失または低下し、口渇やインポテンスなど自律神経障害を認める。通常の神経刺激でCMAPの振幅は低値で低頻度（2～3Hz）反復刺激を行うと重症筋無力症様の減衰反応を示す。50Hzの反復刺激や短時間の筋収縮直後に刺激を行うとCMAPの増大を認める。